# Молога (місто)
Молога (рос. Молога) — місто, що було розташоване при впадінні річки Молога в Волгу і затоплене Рибінським водосховищем.  Місце, де було місто, знаходиться в південній частині водосховища, у п'яти кілометрах на схід від острова Святовскій Мох, у трьох кілометрах на північ від створу Бабині Гори - щитів на бетонних опорах, що позначають судноплавний фарватер, який йде над старим руслом Волги.

## Історична географія

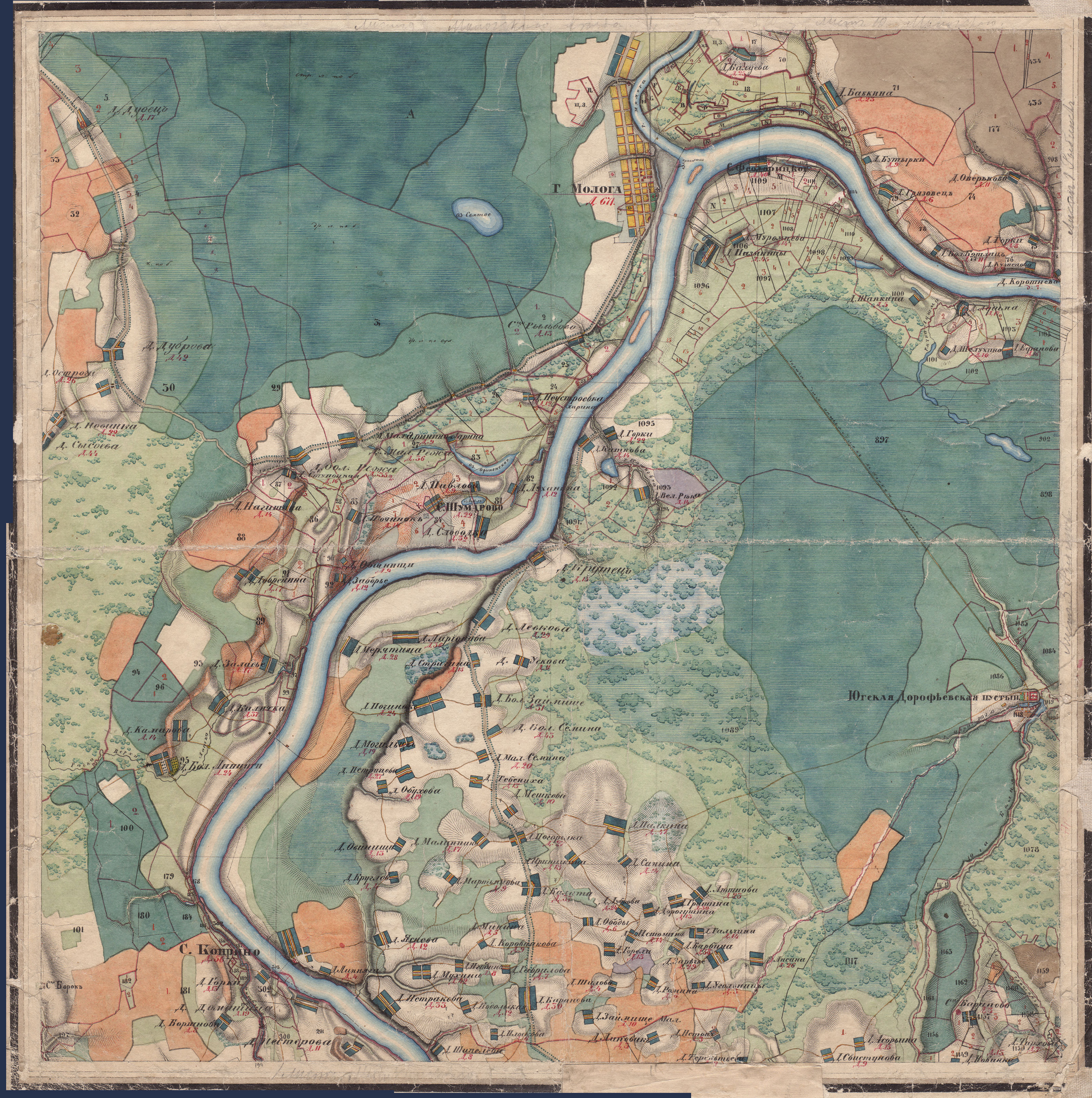
Місто Молога і його південні околиці. З «Атласу Ярославської губернії» 1858 року

Молога знаходилась в 32 км від Рибінська і в 120 км від Ярославля в місцевості при злитті річки Молога з Волгою. Ширина Мологи проти міста становила 277 м, глибина  — від 3 до 11 м. Ширина Волги була до 530 м, глибина — від 2 до 9 м.  Само місто перебувало на досить значній і рівній височини і тягнулося по правому березі Мологи і по лівому березі Волги.  До залізничних сполучень, у стороні від яких залишалася Молога, пролягав тут жвавий Петербурзький поштовий тракт.
До міста з XVII століття зараховувалася слобода Гірка Сіль (за назвою  річки), віддалена від міста на 13 км вгору по річці Молога. Зразу за містом починалося болото і потім озеро (близько 2,5 км в діаметрі), зване Святим.  З нього в річку Мологу тік невеликий струмочок, що носив назву Копь.

## Середньовіччя
Час початкового заселення місцевості, де стояло місто Молога, невідомо. У літописах найменування річки Молога в перший раз зустрічається у 1149 році, коли великий князь Київський Ізяслав Мстиславич, воюючи з Юрієм Долгоруким - князем Суздальським і Ростовським, спалив всі села по Волзі до самої Мологи.  Це сталося навесні, і війна мала припинитися, так як вода в річках піднялася.  Вважали, що весняний розлив застиг воюючих саме там, де стояло місто Молога.  Цілком ймовірно, тут існувало здавна і якесь селище, яке належало князям Ростовським. 

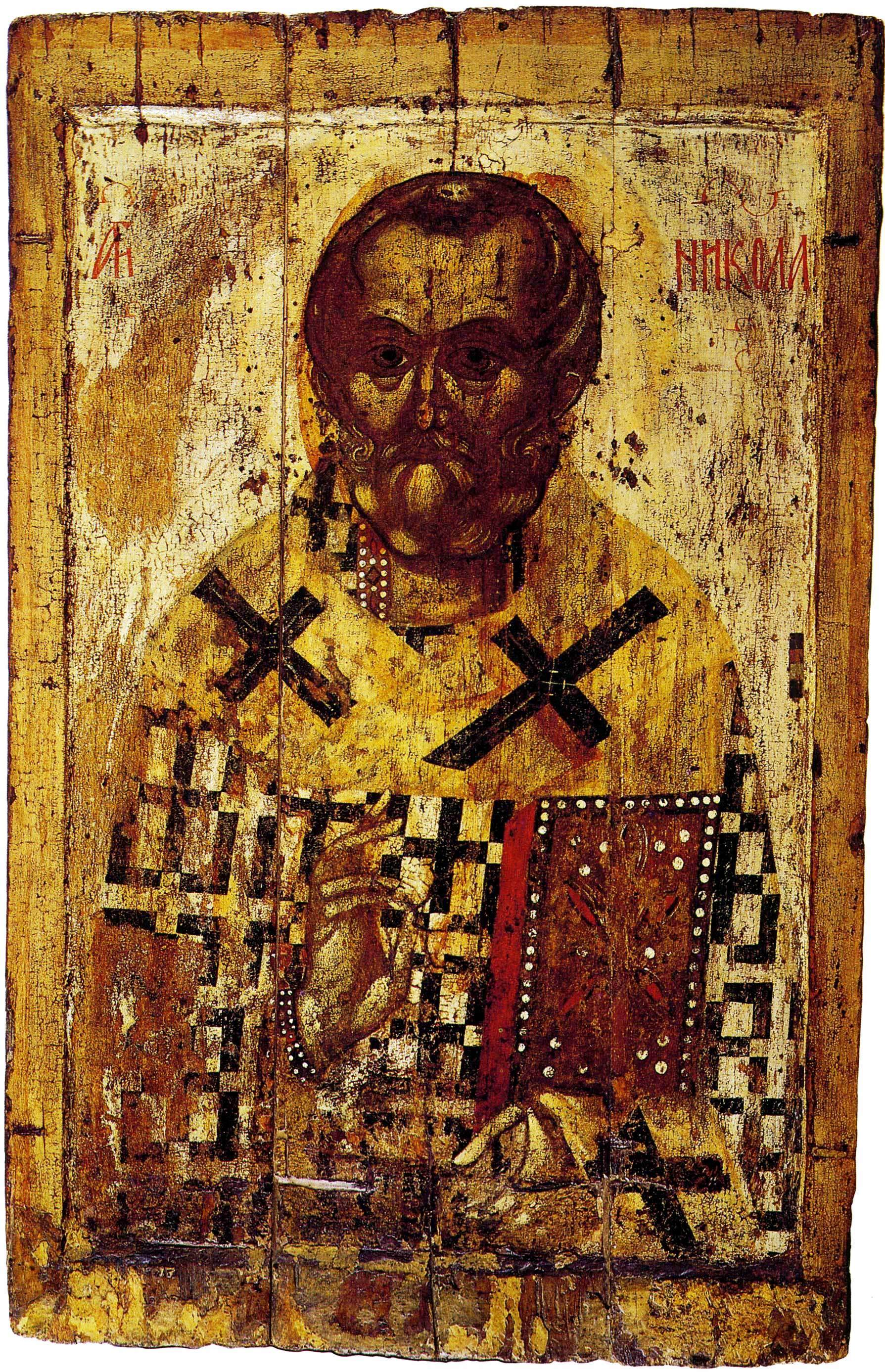
Ікона Миколая Чудотворця (початок XIV століття). Доставлена в ГТГ з Мологи

У 1321 році з'явилося Молозьке князівство - по смерті ярославського князя Давида сини його, Василь і Михайло, розділили його володіння: Василь, як старший, успадковував Ярославль, а Михайло отримав спадок в річці Молога і оселився, ймовірно, там, де, як вважає Троїцький, стояло місто Молога.  Це своє припущення він засновував на місцевому переказі, яке свідчить, що князь Михайло, вирушаючи до свого спадку, приніс як благословення батька ікону Тихвінської Божої Матері, яка становила головну святиню Молозького Афанасіївського монастиря. До того ж, у молозькому наділі місце, де була Молога, найкраще по водному шляху сполучення; а міста засновувалися, насамперед головним чином при гирлах річок.
При Івані III Молозьке князівство увійшло до складу централізованого Російської держави. Він же переніс в Мологу ярмарок, раніше розташований в 50 км вище по річці Молога в Холопському містечку.  Він був найбільшим в Верхньому Надволжі в кінці XIV - початку XVI століття, але втратив потім своє значення в зв'язку з обмілінням Волги і переміщенням торговельних шляхів.  Проте, Молога залишалася значним торговим центром місцевого значення.

## XVII-XVIII століття
У Смутні часи і після (особливо в 1609 і 1617 роках) моложці зазнали багато горя і бід, як це було тоді всюди по країні.
З опису, складеному між 1 676 і 1678 роками стольником М. Ф. Самаріним і піддячим Русиновим видно, що Молога в цей час була палацовим посадом, у ній налічувалося тоді 125 дворів і в тому числі 12 належали рибалкам , які, спільно з ловцями Рибної слободи, ловили в Волзі і Мологе червону рибу, доставляючи до царського двору щорічно по 3 осетра, по 10 білорибиць та по 100 стерлядей. Коли припинилася братись з жителів Мологи ця подать - невідомо. У 1682 році в Мологе стояв 1281 будинок.
На початку XVIII століття слобода Молога ділилася на три посада: верхній, середній або Вознесенський і нижній або Воскресенський.  Верхній посад від середнього відокремлювався Святозерскім струмком, через який був перекинутий дерев'яний міст.  Спуск на цей міст із середнього посада проходив по березі річки Молога, підйом же з мосту в верхній посад вів прямо в головну вулицю Заруччя, яка звалася Сорокіною.  Міст був невисокий, навесні заливався, і тоді сполучення відбувалося на човнах.  Місце, де стояв верхній посад існувало і в кінці XIX століття, але колишня тоді тут єдина вулиця Сорокіна мала в довжину інший напрямок. Місце середнього посада також зберігалося, але не все; головна вулиця тут носила назву Проїжджої. Нижній посад був частково затоплений Мологою, а частково запущений, так як постійно відмивався. Всі три посада перебували у віданні однієї загальної Ратуші, що містилася в нижньому посаді. Простір між нижнім і середнім посадами зайнято було торговою площею. Тут же знаходилася митниця, 14 дерев'яних лавок,  двір і шинок.  Кам'яний собор і князівські палати перебували в нижньому ж посаді - Воскресенському.  Напрямок течії річки Молога був в ті часи іншим, ніж в кінці XIX століття.
До 1772 року всіх померлих ховали біля церков, поблизу будинків; за указом ж цього року велено ховати не ближче 215 м від жител, чому в Воскресенському приході відведено було місце для кладовища на березі озера, і тут побудували тоді дерев'яну церкву Воздвиженську; в Вознесенському ж приході місце для кладовища відведено було в іншій стороні Святозерского струмка.
За відомостями Бакмейстера і Полуніна в кінці 1760-х років Молога відносилась до Углицької провінції Московської губернії, мала ратушу, поділялася на три посада; кам'яних парафіяльних церков було 2, дерев'яна 1; будинки всі дерев'яні; близько 700 чоловіків, 289 дворів. Моложське купецтво мало невеличкий хлібний промисел, проте, більшість займалося «Волзькою чорною роботою». Дві ярмарки: 18 січня і в Великий піст на 4-му тижні в середу.  Приїжджали купці з Білозерська з рибою і снетками; з Углича, Романова, Борисоглібській і Рибної слободи з усяким дріб'язковим і шовковим товаром; а більше селяни з хлібом, м'ясом і дерев'яним посудом.  Тижневі невеликі торги бували по суботнім дням.  В кінці XVIII століття головними двигунами торгівлі в Мологе були хліб, риба, хутра; в кінці XIX століття вони зовсім не привозилися, а торгували товаром червоним, бакалійним і виробами з міді, заліза і дерева.

## Повітове місто

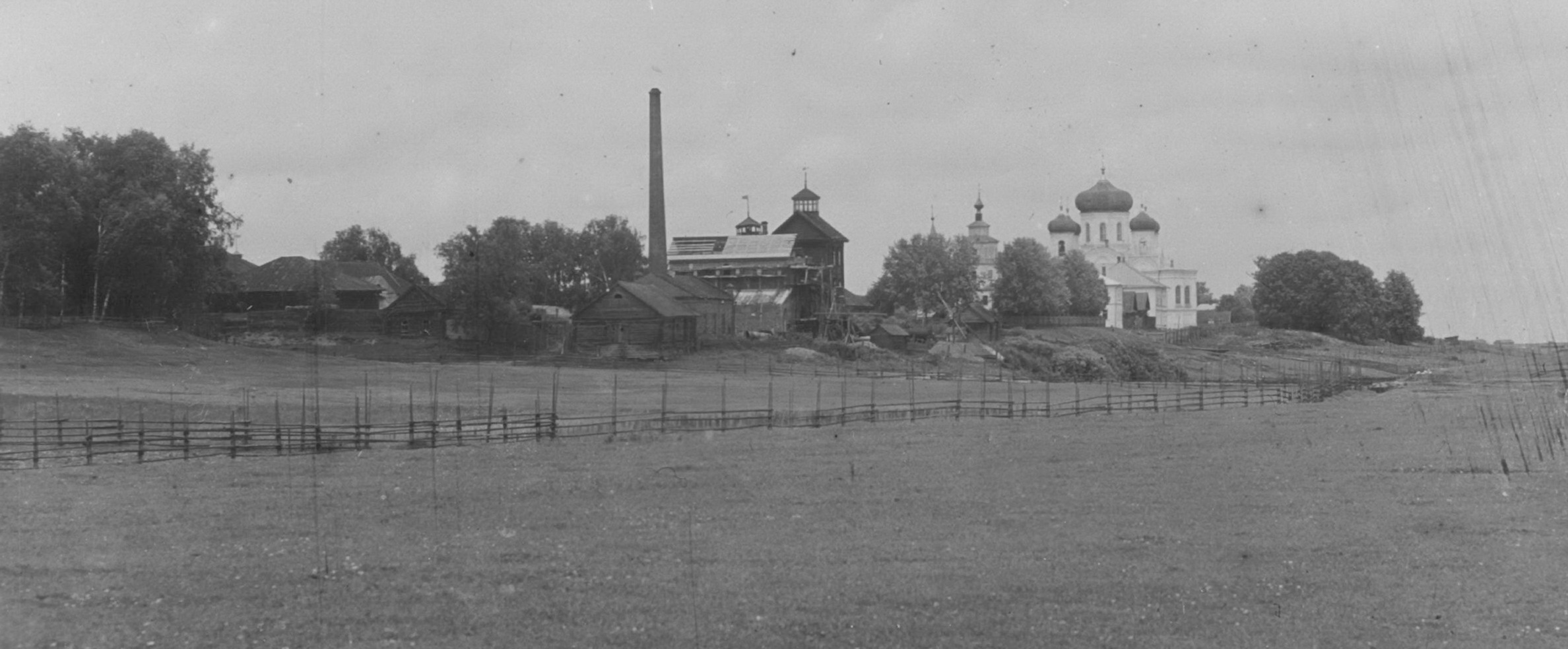
Окраїна Мологи. 1910 рік

Древній палацовий посад або купецька слобода Молога отримала в 1777 році статус повітового міста Молозького повіту, і тоді ж зараховане до Ярославського намісництва і до відповідної губернії. План міста конфірмований 21 березня 1780 року і 26 жовтня 1834 року. Присутні місця відкриті в Мологе 4 січня 1778 року.  Перший час в місті відчувалася нестача необхідних тепер грамотних людей.
Герб міста Молога був  затверджений   31 серпня (11 вересня) 1778 року імператрицею Катериною II разом з іншими гербами міст Ярославського намісництва (ПСЗ, 1778, Закон № 14765). Закон № 14765 в Повному зібранні Законів Російської імперії датований 20 червня 1778 року, але на доданих до неї малюнках гербів дата затвердження гербів позначена - 31 серпня 1778 року.  У повному зібранні законів він описаний так: «щит в срібному полі; частина третя оного щита містить герб Ярославського намісництва (на задніх лапах ведмідь з сокирою); в двох же частинах того щита показано в блакитному полі частина земляного валу, він оброблений срібною облямівкою, або білим каменем».  ).  Герб був складений товаришем герольдмейстера колезьким радником І.  І.  фон Енденом.
У 1802 році в Молозі була міська школа з 45 учнями, і їм викладалося: короткий катехізис, читати і писати по російськи, 1-а і 2-а частина арифметики, основи малювання і пояснення посади людини і громадянина. Річний оборот торгівлі доходив тоді до 160 000 руб. Були тут і заводи: солодових два - Осипа Васильовича Казаніна з 1800 року, з виробництвом на 1000 р. і Косьми Андрійовича і У. М. Бушкова з 1795 року, на 6500 р., шкіряних два - І. П. Новотельнова з 1801 року на 1550 р. і М. М. Нєстєрова з 1798 року на 1275 р .; цегляних теж два. Для посилення молозької поліції 3 серпня 1823 року наказано було віддати туди одного квартального наглядача з платнею по 200 р. в рік з міських доходів; а в 1836 році (29 травня) на обов'язок міста покладено все утримання поліції.
У 1778 році в нововідкритому місті було 418 будинків і 20 крамниць, а жителів - 2109. Рік від року місто збільшувалося і поліпшувлося в зовнішньому і у внутрішньому впорядкуванні. У 1858 році тут був 4851 житель; в 1864 р - вже 5186. 

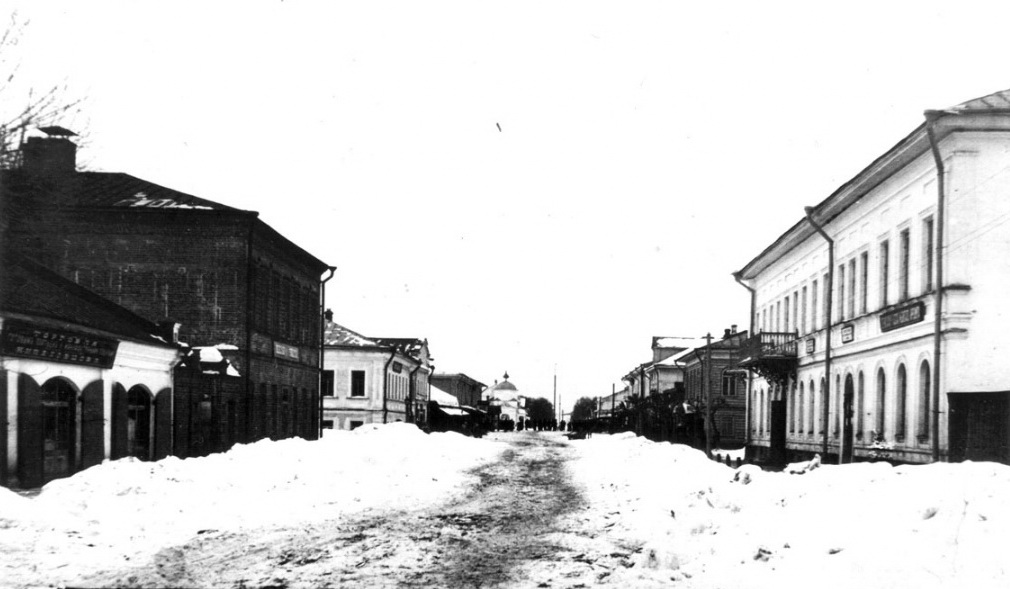
Ярославська вулиця. 1900-і роки

Причина процвітання міста виявилася випадково. При відкритті міської думи жителі встановили секретну громадську ухвалу такого змісту: так як встановлена дума може розпоряджатися лише доходами, зазначеними в законі, і на цілі, також визначені законом, під контролем вищого начальства, постановили зберегти колишнє суспільне управління під завідуванням того ж міського голови і тих же голосних думи і в розпорядження цього управління надати спеціальний капітал, який формується по загальній розкладці. Таким чином, з 1786 по 1847 рік у Молозі фактично існувало два міських самоврядування: одне офіційне, з 4 тисячами рублів доходу; інше таємне, але по суті справжнє, що мало 20 тисяч рублів доходу. Місто процвітало, поки держава випадково не дізналося таємниці - голова був відданий під суд, незаконний капітал переданий казенному і в результаті, як записав ревізувавший міські управління Ярославської губернії в 1849 році І. С. Аксаков,  «Місто прийшло в занепад і досить скоро».
На 1862 рік проголошено в Молозі купецьких капіталів по 2-ї гільдії - 1 і по 3-й - 56. Із взявших гильдейські свідоцтва займалися торгівлею в самому місті 43, а решта - на стороні. Крім купців торгувало тоді тут ще 23 селянина. З торгових закладів в Молозі знаходилося в той час 3 магазини, 86 лавок, 4 готелі і 10 заїжджих дворів.
28 травня 1864 року трапилася страшна пожежа, яка знищила дотла найкращу і більшу частину міста. Протягом 12 годин згоріло понад 200 будинків, гостинний двір, лавки і будівлі присутствених місць. Збиток обчислювався тоді понад 1 млн руб. Сліди цієї пожежі було видно близько 20 років. 

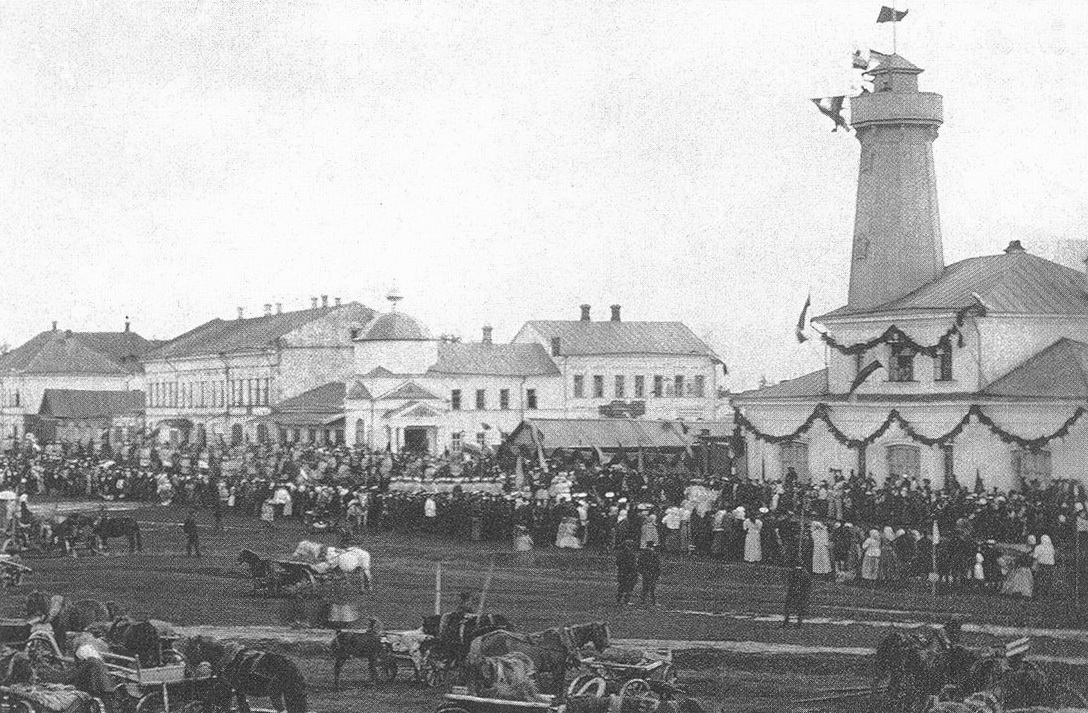
Торгова (Сінна) площа під час щорічного святкування МолозькоЇ вільної пожежної дружини. Справа пожежна каланча, побудована за проектом ярославського губернського архітектора А. М. Достоєвського

У 1889 році Молозі належало 8,3 тис. га землі (перше місце з міст губернії), у тому числі всередині міської межі 350 га; житлових будинків кам'яних 34, дерев'яних 659 і будівель нежитлових кам'яних 58, дерев'яних 51. Всіх жителів в місті було близько 7032, у тому числі 3115 чоловіків і 3917 жінок. Крім 4 юдеїв, всі були православні. За станам населення ділилося так (чоловіків і жінок): дворян потомствених 50 і 55, особистих 95 і 134, білого духовенства з їх родинами 47 і 45, монашествующего - 165 жінок, особистих почесних громадян 4 і 3, купців 73 і 98, міщан 2595 і 3168, селян 51 і 88, регулярного війська 68 чоловіків, які перебували в запасі 88 чоловіків, відставних солдатів з родинами 94 і 161. 1 січня 1896 року жителів було 7064 (3436 чоловіків і 3628 жінок).
Ярмарків в Молозі в той час було 3: Афанасьєвський - 17 і 18 січня, Средохрестний - в середу та четвер 4-го тижня Великого посту та Іллінський - 20 липня. Привоз товарів на перший доходив за своєю вартістю до 20 000 р., а розпродаж до 15 000 р .; інші ж ярмарки не багатьом відрізнялися від звичайних базарів, щотижневі торгові дні по суботах бували досить жваві тільки влітку. Ремесло в місті було розвинено слабко. У 1888 році в Мологе вважалися ремісниками: майстрів 42, робочих 58 і учнів 18, крім того, близько 30 осіб займалися будівництвом барок; фабрик і заводів: 2 винокурних, 3 пряниково-булочно-крендельні, круп'яний, маслоробний, 2 цегельних, солодовий, свічково-сальний, вітряний борошномельний млин - працювало на них по 1-20 чоловік.
Городяни головним чином знаходили собі засоби до життя на місці, хоча бували і відлучки на сторону.  Жителі слободи Гіркої Солі, у вільну від польових робіт пору, наймалися для сплаву барок.  Деякі з жителів Мологи займалися сільськими роботами, орендуючи для цього у міста орні і лугові землі.  Крім того, був величезний луг проти міста, хорошим і рясним сіном з цієї луки користувалися всі обивателі, що записалися в орендарі.  Косарі наймалися містом, сіно ж згрібалось самими пайовиками. 

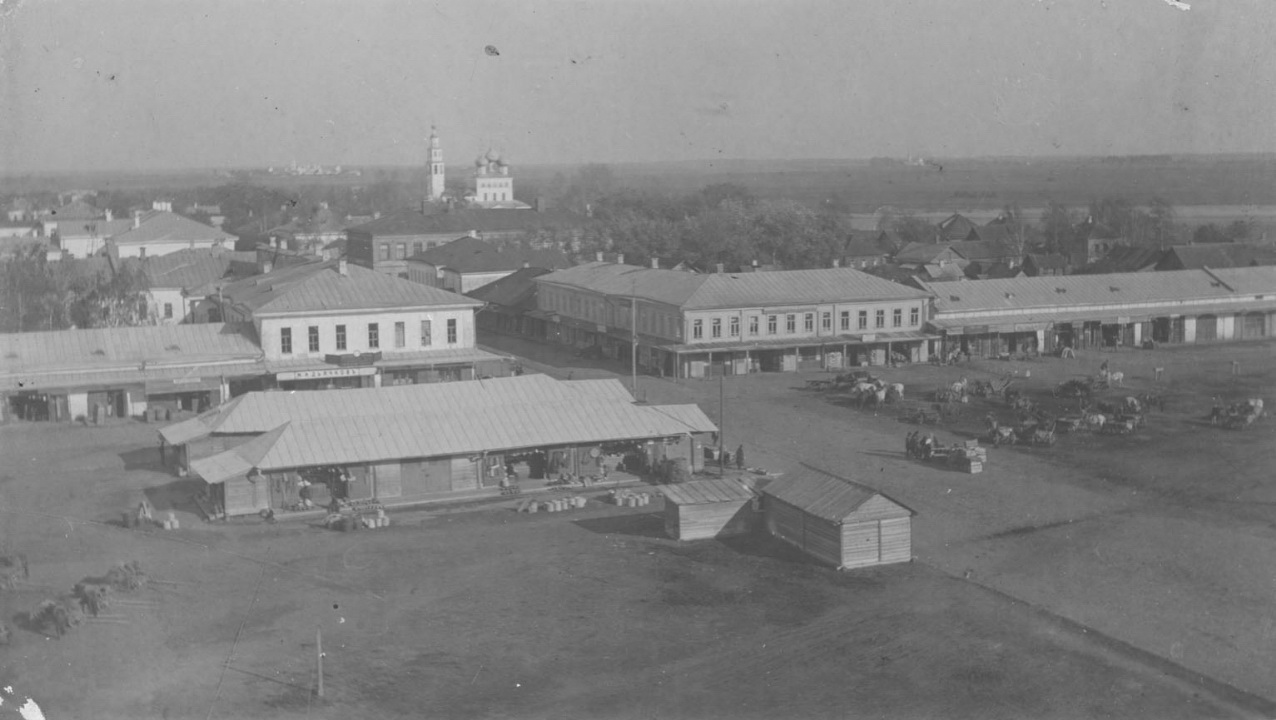
Північна частина Торгової (Сінний) площі. 1900-і роки

За доходами Молога, у ряду інших міст Ярославської губернії, на 1887 рік обіймала четверте місце, а за витратами - п'яте. Так, міські доходи в 1895 році склали 45 775 р., Витрати - 44 250 р. У 1866 році в місті був відкритий банк - основу йому становили гроші, що збиралися жителями на екстрені випадки з 1830-х років, до 1895 року його капітал досяг 48 000 р.
В кінці XIX століття Молога була невеликим вузьким довгим містом, що приймає жвавий вигляд під час завантаження суден, що тривала досить недовго, а потім знову занурювалось у звичайне сонне життя більшої частини повітових міст. Від Мологи починалася Тихвінська водна система, одна з трьох, що зв'язує Каспійське море з Балтійським. Незважаючи на те, що з проходящих близько 4,5 тисяч суден зупинялися тут лише деякі, рух їх не міг не відбиватися на добробуті жителів, відкриваючи їм можливість до постачання судноробочих харчами та іншими необхідними предметами. Крім проходу згаданих суден, на Молозькій пристані щорічно вантажилось більше 300 суден хлібом і іншими товарами, на суму до 650 000 р., і майже така ж кількість суден тут розвантажувалась. Понад те, в Мологу приганялось до 200 лісових плотів. Загальна цінність  товарів доходила до 500 000 руб.
Заводів в 1895 році було 11 (винокурний, кісткомольний, клеєварний і цегельний заводи, завод з виробництва ягідних екстрактів і ін.), Робітників 58, сума виробництва становила 38 230 рублів. Купецьких свідоцтв було видано: 1-ї гільдії 1, 2-ї гільдії 68, на дріб'язковий торг - 1191.  Функціонували казначейство, банк, телеграф, пошта, кінематограф. 

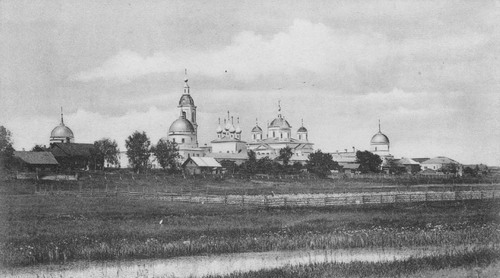
Афанасьєвський монастир

У місті розташовувався монастир і кілька церков.
- Афанасьєвський монастир (з XV століття - чоловічий, з 1795 - жіночий) розташовувався в 500 м за містом. Мав 4 храми: холодний (1840) і 3 теплих (1788, 1826, 1890).  Головною реліквією була чудотворна ікона Тихвінської Божої Матері початку XIV століття.
- Воскресенський собор був побудований в 1767 році в наришкінському стилі і відновлений купцем П. М. Подосєновим в 1881-1886 роках. Соборний храм мав 5 престолів - головний Воскресіння Христового та бокові - Пророка Іллі, Миколи Чудотворця, Успіння Божої Матері і святих Афанасія і Кирила. Дзвіниця з трьох восьмериков вибудувана на зразок угличских дзвіниць. Окремо від цього храму (холодного) побудований в 1882 році в русько-візантійському стилі теплий Богоявленський собор, який мав три престоли - Богоявлення, Покрови Божої Матері та Миколи Чудотворця. У будівництві цього собору головну участь брав той же П. М. Подосєнов, спільно з купцем Н. С. Утіним. До собору була приписана ще дерев'яна з обох сторін оштукатурена, колишня цвинтарна Хрестовоздвиженська церква, побудована в 1778 році.
- Вознесенська парафіяльна церква побудована в 1756 році; в ній три престоли: Вознесіння, святих князів Бориса і Гліба і Архистратига Михаїла.  В оформленні її фасадів були використані елементи бароко.
- Всіхсвятська цвинтарна церква, побудована в 1805 році, з двома престолами - в ім'я всіх Святих і Іоанна Предтечі.
- Церква в селищі Гірка Сіль, побудована в 1828 році  Ф. К. Бушковим. Мала два престоли - Апостола Фоми і Казанської Божої Матері.

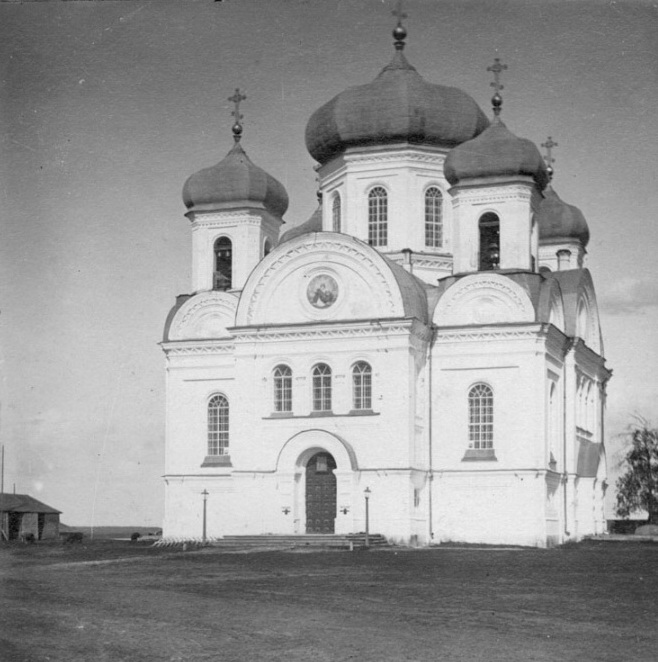
Богоявленський собор.

Малося 3 бібліотеки і 9 навчальних закладів: міське трикласне чоловіче училище, Олександрівське двокласне жіноче училище, два парафіяльних училища - одне для хлопчиків, інше для дівчаток; Олександрівський дитячий притулок; «Подосєновска» (по імені засновника купця П.  М.  Подосєнова) гімнастична школа - одна з перших в Росії, викладалися гра в кеглі, їзда на велосипеді, фехтування; велося навчання столярному ремеслу, маршировці і рушничним прийомам, також при школі були сцена і партер для постановки вистав.
Була земська лікарня з 30-ю ліжками, міська лікарня для приходячих хворих і при ній склад книг з популярної медицині для читання безкоштовно; міська дезінфекційна камера; приватна очна лікарня доктора Руднєва (6500 відвідувань в рік). Місто за свій рахунок мало лікаря, фельдшерку-акушерку і двох доглядальниць для догляду за хворими на дому. Всіх лікарів в Молозі було 6 (1 з них була жінкою), фельдшерів 5, фельдшерка, повитух 3, аптека 1.  Для прогулянок на березі Волги був влаштований невеликий громадський сад.  Клімат характеризувався як сухий і здоровий, вважалося, що він допомагав Молозі уникати епідемій таких страшних хвороб, як чума і холера.
Піклування бідних було поставлено в Мологе прекрасно. Малося 5 благодійних установ: в тому числі суспільство порятунку на водах, піклування про бідних міста Молога (з 1872), 2 богадільні - Бахіревська і Подосєновська. Володіючи достатньою кількістю лісу, місто приходило на допомогу бідним, роздаючи їм його для палива. Все місто піклування про бідних розбило на ділянки, і кожною ділянкою завідував особливий піклувальник. За 1895 рік піклування витратило 1769 р .; була їдальня для бідних.  Зустріти в місті жебрака було великою рідкістю.
Радянська влада в місті була встановлена 15 (28) грудня 1917 року без певного опору з боку прихильників Тимчасового уряду, але без будь-якого кровопролиття. У роки Громадянської війни відчувалася нестача продовольства, особливо гостра на початку 1918 року.
У 1929-1940 роках Молога була центром однойменного району .
У 1931 році в Мологе організується машинно-тракторна станція насінницького напрямку, її тракторний парк, проте, налічував в 1933 році тільки 54 одиниці. В цьому ж році будується елеватор для насіння лугопастбіщних трав, організується насінницький колгосп і технікум. У 1932 році, відкривається зональна насінницька станція.  В цьому ж році в місті виник промкомбінат, який об'єднує електростанцію, млин, маслоробний і крахмало-патоковий заводи, баню.
У 1930-х роках в місті було більше 900 будинків, з них близько ста кам'яних, на торговій площі і біля неї розташовувалося 200 крамниць і магазинів. Населення не перевищувало 7 тисяч осіб. 

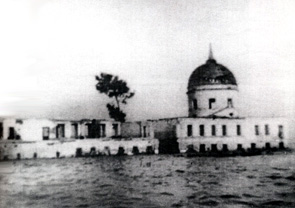
Затоплення Афанасіївського монастиря, 1941 рік

14 вересня 1935 року РНК СРСР і ЦК ВКП (б) прийняли постанову про початок будівництва Рибінського і Углицького гідровузлів. За первинним проектом підпірний рівень (висота дзеркала води над рівнем моря) Рибінського водосховища повиний був становити 98 м. 1 січня 1937 року проектований рівень був підвищений до 102 м, що збільшувало кількість затоплюваних земель майже вдвічі. Збільшення підпірного рівня на 4 метри дозволяло збільшити встановлену потужність Рибінській ГЕС з 220 до 330 МВт і створити більш ємне водосховище, здатне грати роль регулятора . Місто Молога лежало на відмітках 98-101 м над рівнем моря і, таким чином, потрапляло в зону затоплення.
Восени 1936 року моложцям було оголошено про майбутнє переселення. Місцева влада наполягала на тому, щоб до кінця року переселити близько 60% жителів міста і вивезти їх будинки, незважаючи на те, що було неможливо встигнути за два місяці, що залишилися до замерзання Мологи і Волги. Крім того, сплавлені будинки залишилися б сирими до літа. Виконати це рішення не вдалося - переселення жителів почалося навесні 1937 року і тривало чотири роки. До весни 1941 місто (яке налічувало на той час 6100 жителів) спорожніло, всі будівлі були перенесені або зруйновані. Територія міста була остаточно затоплена в 1946 році.
Велика частина мологжан була поселена недалеко від Рибінська в селищі Сліп, що називалося деякий час Нова Молога.  Частина опинилася в сусідніх районах і містах, у Ярославлі, Москві та Ленінграді.
Перші зустрічі мологжан відносяться до 1960-х років. З 1972 року кожну другу суботу серпня мологжани збираються в Рибінську, щоб вшанувати пам'ять свого загиблого міста.  В даний час в день зустрічі зазвичай влаштовується виїзд на теплоході в район Мологи.
У 1992-1993 роках рівень Рибінського водосховища знизився більш ніж на 1,5 метра, дозволивши краєзнавцям організувати експедицію на оголену частину затопленого міста (було видно мощені вулиці, контури фундаментів, ковані решітки та могильні плити на кладовищі).  В ході експедиції були зібрані цікаві матеріали для майбутнього музею Мологи і знятий аматорський фільм.
У 1995 році у Рибінську був створений Музей Молозькому краю. У червні 2003 року з ініціативи громадської організації «Земляцтво мологжан» Адміністрацією Ярославської області був організований Круглий стіл «Проблеми Молозькому краю і шляхи їх вирішення», на якому В.  І.  Лук'яненко вперше висунув ідею створення Національного парку «Молога» в пам'ять про затоплене місто.
У серпні 2014 року в регіоні настало маловоддя, через що над водою проступили залишки будівель. Тоді ж нащадки мологжан зробили на теплоході «Московський-7» поїздку по цих місцях. Аналогічне маловоддя настало в липні 2018 року.